# Hilduin IV de Montdidier
Hildouin IV, mort en 1063, est issu de la Maison de Montdidier, il est comte de Montdidier et de Roucy.

## Biographie
Hildouin IV est le fils du comte Hildouin III de Montdidier, comte d'Arcis et seigneur de Ramerupt. 
Il épouse Alix de Roucy (° v. 1015-1020 † 1062), fille d'Ebles Ier de Roucy, comte de Roucy et archevêque de Reims, et de Béatrice de Hainaut. Il devint donc comte de Roucy de 1033 à 1063 par son mariage. Le couple a comme enfants :
- Ebles II († 1103), comte de Roucy ;
- André, seigneur de Ramerupt ;
- Marguerite de Montdidier-Roucy (° v. 1045 † 1103), mariée à Hugues Ier (° v. 1030 † 1102), comte de Clermont-en-Beauvaisis ;
- Béatrix de Montdidier-Roucy († 1129), mariée à Geoffroy II, comte du Perche († 1100) ;
- Ermentrude de Montdidier-Roucy, mariée à Thibaud, comte de Reynel ;
- Ada de Montdidier-Roucy, mariée en premières noces à Geoffroy, seigneur de Guise (° 1070 † 1141), en secondes noces à Gaultier d'Ath, puis à Thierry, seigneur d'Avesnes ;
- Adélaïde de Montdidier-Roucy (° v. 1035 † v. 1068), mariée à Arnoul Ier († 1106), comte de Chiny ;
- Aélis de Montdidier-Roucy, mariée à  Conon Falcon de La Sarraz, sire de Grandson ;
- Félicie de Montdidier-Roucy († 1123), mariée en 1070 à Sanche Ier d'Aragon, roi d'Aragon et de Navarre.

Hilduin est apparemment le dernier comte de Montdidier, la lignée continuant avec les comtes de Roucy.

## Sources
- Beauvillé, Victor de (1857) : Histoire de la ville de Montdidier, Vol. 1, Paris, Firmin Didot.
- Guenée, Bernard (mai–juin 1978) : "Les généalogies entre l'histoire et la politique: la fierté d'être Capétien, en France, au Moyen Age". Annales: Histoire, Sciences Sociales, n°33, p. 450–477 (lire en ligne).